# Adorante di Larsa

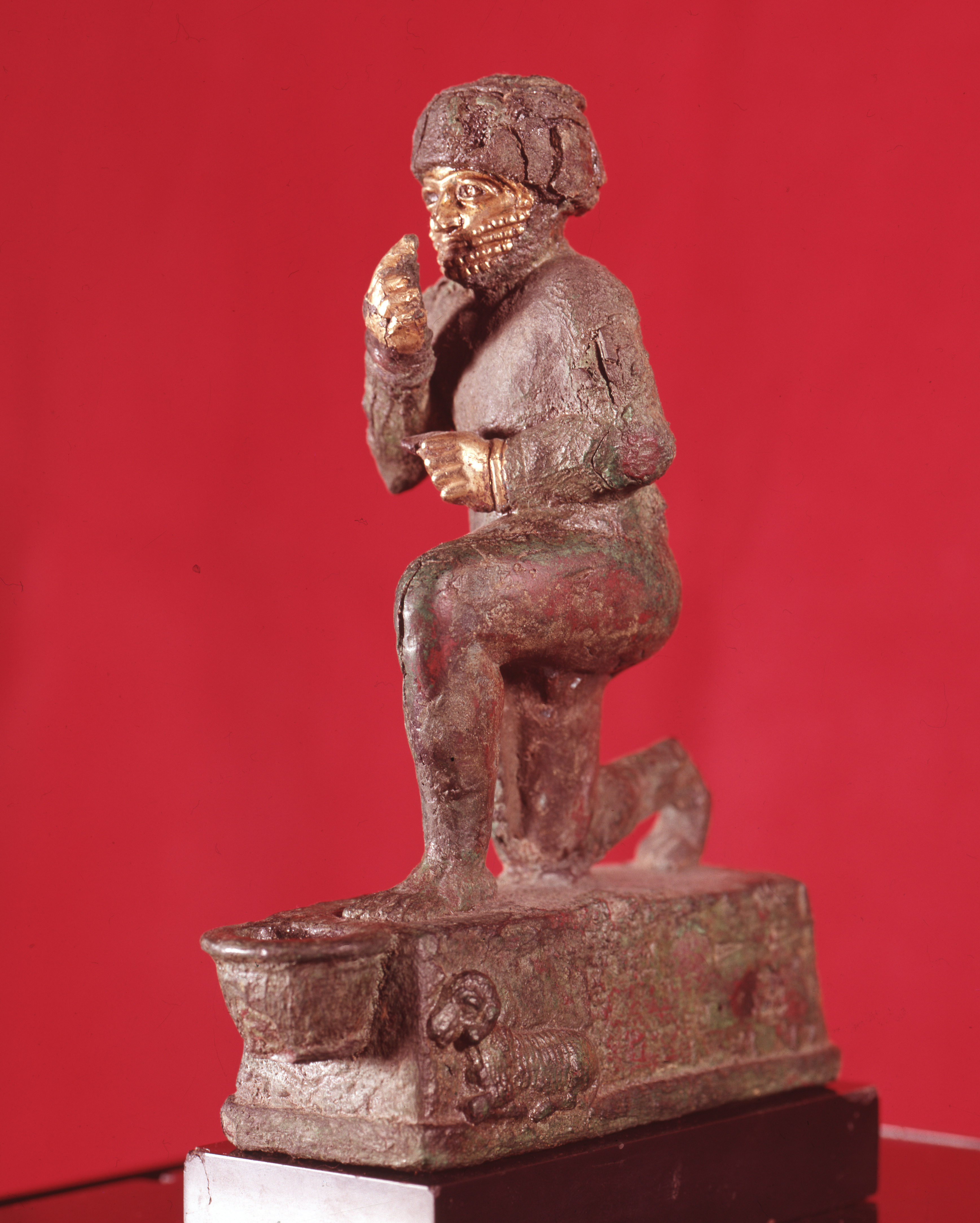
L'Adorante di Larsa

Il cosiddetto Adorante di Larsa è una statuetta mesopotamica del Periodo paleo-babilonese (prima metà del II millennio a.C.), proveniente probabilmente dalla città di Larsa. La statuetta presenta un'iscrizione in sumero ed è dedicata al dio Amurru da un tale Lu-Nanna per la vita del re paleo-babilonese Hammurabi.
La statuetta, conservata al Museo del Louvre (AO 15704), che l'acquisì nel 1931, misura 19,6 centimetri in altezza, 14,8 in lunghezza e 7 in larghezza. È in rame e oro, e ritrae un uomo inginocchiato, con la mano davanti alla bocca, in atteggiamento di preghiera. Oggi si ritiene che l'uomo sia il dedicante Lu-Nanna e non Hammurabi, come a lungo si è creduto. La dedica attesta la crescente importanza del dio Amurru nella religiosità paleo-babilonese.